# Terry Hollands
Terry Hollands (ur. 6 czerwca 1979 w Dartford) – angielski judoka, rugbysta, profesjonalny strongman i kulturysta.
Obecnie najlepszy brytyjski siłacz. Zdobywca tytułów Mistrza Zjednoczonego Królestwa Strongman w 2005 r. i Mistrza Wielkiej Brytanii Strongman w 2007 r. Drugi Wicemistrz Świata Strongman 2007.

## Życiorys
Terry Hollands urodził się z wagą ciała prawie 6 kg. Od siódmego do osiemnastego roku życia trenował judo. Od dziesiątego roku życia trenował rugby. Dopiero w wieku dwudziestu dwóch lat, w 2001 r., rozpoczął regularne treningi siłowe. Rok 2004 zmuszony był spędzić w domu, lecząc infekcję nogi. Od 2005 r. trenuje jako strongman.
Rok 2008, w wyniku osobistych problemów oraz kontuzji, nie był dla Hollandsa udany.
W 2011 wziął udział w elitarnych zawodach siłaczy Arnold Strongman Classic, rozgrywanych w Columbus (USA).
Jest zrzeszony w federacji WSMC.
Jest kawalerem i mieszka w Dartford (hrabstwo Kent).

### Mistrzostwa Świata Strongman
Wziął dotychczas udział sześciokrotnie w indywidualnych Mistrzostwach Świata Strongman, w latach 2005, 2006, 2007, 2008, 2009 i 2010. W swym debiucie na Mistrzostwach Świata Strongman 2005 jedyny raz nie zakwalifikował się do finału. Najwyższą lokatą, którą zdobył dotychczas, jest trzecie miejsce na Mistrzostwach Świata Strongman 2007 w USA. Jest pierwszym Brytyjczykiem, który stanął na podium Mistrzostw Świata Strongman po czternastoletniej przerwie, od Mistrzostw Świata Strongman 1993.
Uczestniczył w Drużynowych Mistrzostwach Świata Strongman 2008, jednak nie zakwalifikował się do finału.
Terry Hollands jest całkowicie zdeterminowany, aby zdobyć tytuł Mistrza Świata Strongman. Oświadczył: Chcę być Najsilniejszym Człowiekiem Świata i nie spocznę, dopóki nim nie zostanę.
Wymiary:
- wzrost 199 cm
- waga 170 - 186 kg
- biceps 60 cm
- udo 90 cm
- klatka piersiowa 150 cm
- talia 115 cm

Rekordy życiowe:
- przysiad 350 kg
- wyciskanie 250 kg
- martwy ciąg 470 kg

## Osiągnięcia strongman
- 2005

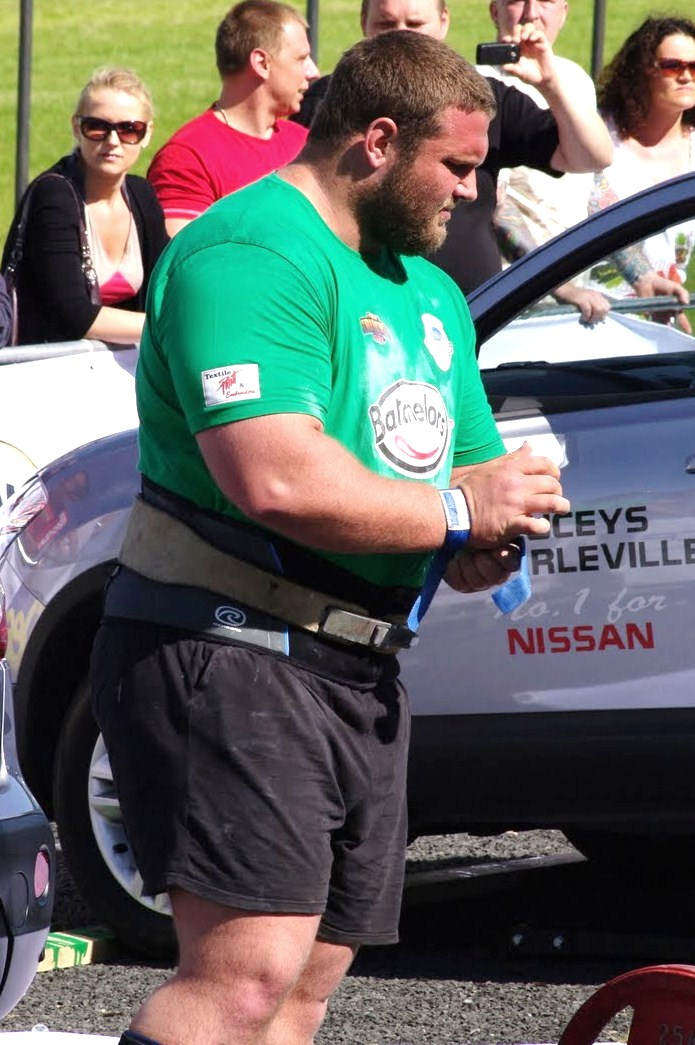
Terry Hollands, 2010

  - 2. miejsce - Mistrzostwa Anglii Strongman
  - 1. miejsce - Mistrzostwa Zjednoczonego Królestwa Strongman
- 2006
  - 5. miejsce - Puchar Świata Siłaczy 2006: Ryga
  - 8. miejsce - Puchar Świata Siłaczy 2006: Armagh
  - 4. miejsce - Super Seria 2006: Mohegan Sun
  - 10. miejsce - Puchar Świata Siłaczy 2006: Mińsk
  - 9. miejsce - Puchar Świata Siłaczy 2006: Fürstenfeldbruck
  - 2. miejsce - Mistrzostwa Zjednoczonego Królestwa Strongman
  - 3. miejsce - Mistrzostwa Wielkiej Brytanii Strongman
  - 7. miejsce - Mistrzostwa Świata Strongman 2006, Sanya, Chiny
  - 10. miejsce - Puchar Świata Siłaczy 2006: Grodzisk Mazowiecki
  - 7. miejsce - Puchar Świata Siłaczy 2006: Podolsk
- 2007
  - 8. miejsce - Trzeci Pojedynek Gigantów, Łódź
  - 5. miejsce - Super Seria 2007: Mohegan Sun
  - 7. miejsce - Puchar Świata Siłaczy 2007: Ryga
  - 3. miejsce - Puchar Świata Siłaczy 2007: Dartford
  - 1. miejsce - Mistrzostwa Wielkiej Brytanii Strongman
  - 4. miejsce - Super Seria 2007: Viking Power Challenge
  - 3. miejsce - Mistrzostwa Świata Strongman 2007, Anaheim, USA
- 2008
  - 3. miejsce - Super Seria 2008: Mohegan Sun
  - 2. miejsce - Mistrzostwa Wielkiej Brytanii Strongman
  - 11. miejsce - Super Seria 2008: Nowy Jork
  - 10. miejsce - Mistrzostwa Świata Strongman 2008, Charleston, USA
- 2009
  - 8. miejsce - Giganci Na Żywo 2009: Mohegun Sun
  - 2. miejsce - Liga Mistrzów Strongman 2009: Bratysława
  - 9. miejsce - Fortissimus 2009, Kanada
  - 6. miejsce - Mistrzostwa Świata Strongman 2009, Malta
  - 7. miejsce - Super Seria 2009: Venice Beach
  - 5. miejsce - Super Seria 2009: Göteborg
  - 6. miejsce - Winter Giants 2009, Anglia[6]
- 2010
  - 5. miejsce - All-American Strongman Challenge 2010
  - 3. miejsce - Giganci Na Żywo 2010: Johannesburg
  - 2. miejsce - Mistrzostwa Europy Strongman IBB 2010, Wielka Brytania (kontuzjowany)
  - 8. miejsce - Mistrzostwa Świata Strongman 2010, RPA
- 2011
  - 8. miejsce - Arnold Strongman Classic 2011, USA